# Comuna Kneajîci, Kiev-Sveatoșîn
Kneajîci (în ucraineană Княжичі) este o comună în raionul Kiev-Sveatoșîn, regiunea Kiev, Ucraina, formată din satele Jornivka și Kneajîci (reședința).

## Demografie
Componența lingvistică a comunei Kneajîci
     Ucraineană (96,76%)
     Rusă (2,44%)
     Alte limbi (0,33%)
Conform recensământului din 2001, majoritatea populației comunei Kneajîci era vorbitoare de ucraineană (96,76%), existând în minoritate și vorbitori de rusă (2,44%).